# Stenocercus haenschi
Stenocercus haenschi är en ödleart som beskrevs av  Werner 1901. Stenocercus haenschi ingår i släktet Stenocercus och familjen Tropiduridae. IUCN kategoriserar arten globalt som akut hotad. Inga underarter finns listade i Catalogue of Life.